# Pfarrhaus (Aberzhausen)

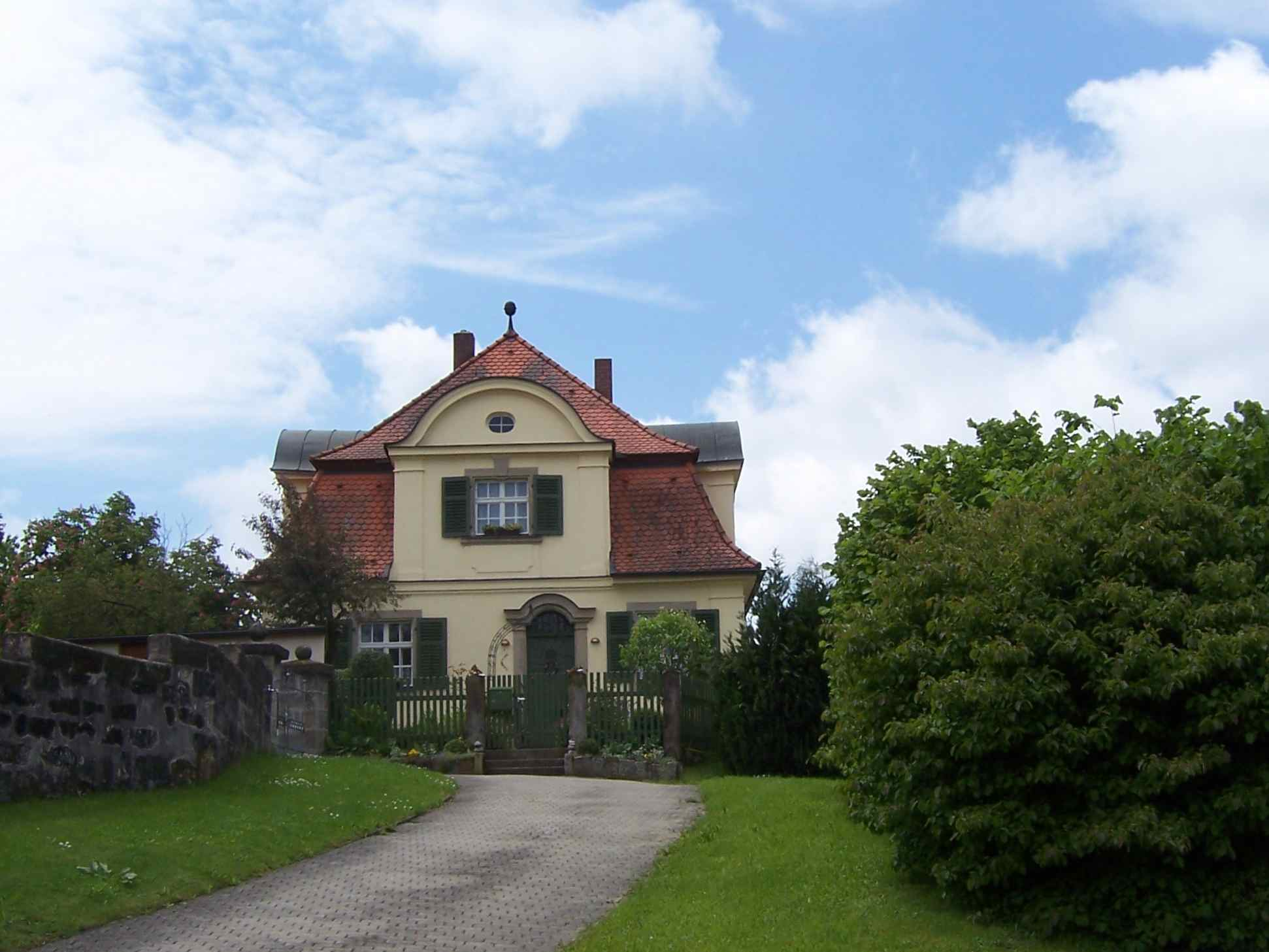
Pfarrhaus in Aberzhausen

Das katholische Pfarrhaus in Aberzhausen, einem Gemeindeteil von Heideck im mittelfränkischen Landkreis Roth in Bayern, wurde 1914 errichtet. Das Pfarrhaus mit der Adresse Aberzhausen 13 ist ein geschütztes Baudenkmal.
Der Putzbau mit Mansardwalmdach und Zwerchhäusern wurde in neubarocken Formen errichtet.